# Takatsu
Takatsu (jap. 高津区 Takatsu-ku) – jedna z 7 dzielnic Kawasaki, miasta w prefekturze Kanagawa, w Japonii.
Dzielnica została założona 1 kwietnia 1972 roku. Położona jest w środkowej części miasta. Graniczy z dzielnicami Tama, Miyamae, Nakahara, Kōhoku (Jokohama), Tsuzuki (Jokohama) i Setagaya (Tokio). 

## Lokalne atrakcje
- Futako Jinja